# NGC 55
NGC 55 (nota anche come C 72) è una grande galassia a spirale irregolare nella costellazione dello Scultore.
È una delle galassie più vicine a noi, la più luminosa delle galassie del Gruppo dello Scultore, il più vicino al nostro gruppo Locale; altri membri brillanti di questo gruppo sono le vicine galassie NGC 253, NGC 300 e NGC 7793. NGC 55 si presenta come un lungo fuso disposto in senso ESE-WNW, e un binocolo 11x80 è già sufficiente per scorgerla, circa 3 gradi a NNW della stella α Phoenicis. Un telescopio rifrattore da 120 mm di apertura già consente di mostrare la sua caratteristica più tipica: il nucleo della galassia appare infatti decentrato, fortemente spostato nella parte ad ovest, mentre nella zona centrale il fuso appare sottile; un secondo addensamento luminoso, ma meno brillante del nucleo, si trova invece ad est. Secondo gli astronomi, si tratterebbe di una galassia spirale barrata, anche se fortemente deformata; la sua distanza dalla Via Lattea è stimata sui 7,2 milioni di anni-luce.